# Lobocleta croceofimbriata
Lobocleta croceofimbriata är en fjärilsart som beskrevs av W. Warren 1901. Lobocleta croceofimbriata ingår i släktet Lobocleta och familjen mätare. Inga underarter finns listade i Catalogue of Life.